# Il primo cavaliere
Il primo cavaliere (First Knight) è un film del 1995 diretto da Jerry Zucker.
La pellicola si ispira alle vicende dei Cavalieri della Tavola Rotonda e ai personaggi di re Artù, Ginevra e Lancillotto.

## Trama
Re Artù di Camelot, vittorioso delle sue guerre, ha dedicato il suo regno alla promozione della giustizia e della pace e ora desidera sposarsi. Tuttavia, Malagant, un cavaliere della tavola rotonda, ambisce al trono per se stesso e si ribella.
Lancillotto, un vagabondo e abile spadaccino, duella nei  piccolissimi villaggi per soldi. Lancillotto attribuisce la sua abilità alla sua mancanza di preoccupazione sul fatto che egli viva o muoia. Ginevra, bellissima, saggia e coraggiosa governatrice di Lyonesse, decide di sposare Artù in parte per amore e in parte per la sicurezza contro Malagant, che viene mostrato mentre irrompe in un villaggio. Durante il viaggio sulla strada verso Camelot, Lancillotto avvista la carrozza di Ginevra e aiuta a rovinare l'agguato di Malagant, che aveva intenzione di rapirla. Egli s’innamora di Ginevra a prima vista, ella però rifiuta le sue avances. Sebbene Lancillotto la spinga a seguire il suo cuore, Ginevra rimane legata al suo dovere e alla razionalità di cosa sia meglio fare. Successivamente viene riunita con la sua scorta e arriva a Camelot dove viene accolta da re Artù e dal suo popolo.
Più tardi, Lancillotto arriva a Camelot e supera con successo un percorso a ostacoli sulla prospettiva di un bacio da Ginevra, anche se poi lui invece decide di baciarle la mano. Ottiene anche un incontro pubblico con il futuro marito, Artù. Impressionato dal coraggio di Lancillotto e colpito dalla sua imprudenza e dalla sua ruota libera, Artù gli mostra la Tavola Rotonda che simboleggia una vita di servizio e fratellanza e avverte Lancillotto che "un uomo che non ha paura di nulla, è un uomo che non ama nulla e non ha gioie nella vita".
Dopo un incontro con Malagant alla Tavola Rotonda, la sera stessa, gli uomini di Malagant arrivano a Camelot e riescono a rapire Ginevra. Lancillotto si finge un messaggero di Artù a Malagant solo per scappare con Ginevra e riportarla a Camelot. Nel viaggio di ritorno, ancora una volta Lancillotto cerca di conquistare il suo cuore e Ginevra sembra essere sul punto di cedere, ma vengono interrotti e il suo senso del dovere e di fedeltà verso Artù, al quale è ormai fortemente affezionata, prevalgono. Viene anche rivelato che Lancillotto è rimasto orfano dopo che dei banditi hanno attaccato il suo villaggio, e da allora ha continuato a vagare.
In segno di gratitudine, Artù offre a Lancillotto una chiamata più alta nella vita come Cavaliere della Tavola Rotonda. Tra i dubbi degli altri cavalieri (che sono sospettosi della sua posizione) e di Ginevra (che lotta per i suoi sentimenti per lui), Lancillotto accetta e prende il posto occupato una volta da Malagant al tavolo, dicendo che ha trovato qualcosa di cui preoccuparsi. Artù e Ginevra successivamente si sposano; tuttavia, arriva un messaggero di Lyonesse (Jacob) con notizie che Malagant ha invaso le terre. Artù conduce le sue truppe a Lyonesse e sconfigge con successo le forze di Malagant. Lancillotto guadagna il rispetto degli altri cavalieri con la sua prodezza in battaglia. Impara anche ad abbracciare la filosofia di Artù, commosso dalla difficile situazione dei paesani.
Lancillotto si sente in colpa per i suoi sentimenti per la regina che minano la lealtà nei confronti di Artù, e in privato le annuncia la sua partenza a causa di lei. Ginevra non sopporta il pensiero che se ne vada e cedendo ai suoi sentimenti gli chiede un bacio, che si trasforma in un bacio molto appassionato, giusto in tempo per il re di arrivare e interromperli. Sebbene Ginevra affermi di amare sia Artù che Lancillotto - anche se in modi diversi - i due sono accusati di alto tradimento. Il processo aperto nella grande piazza di Camelot è interrotto da un'invasione a sorpresa di Malagant, pronto a bruciare Camelot e uccidere Artù se non giura fedeltà. Invece Artù comanda ai suoi sudditi di combattere e gli uomini di Malagant lo colpiscono con delle frecce al petto. Scoppia una battaglia tra gli uomini di Malagant e i soldati e i cittadini di Camelot. Lancillotto e Malagant si affrontano. Disarmato, Lancillotto prende la spada caduta di Artù e uccide il perfido cavaliere, che cade morto sullo stesso trono che tanto desiderava. Il popolo di Camelot vince la battaglia, ma Artù muore per le sue ferite. Sul letto di morte, riconosce Lancillotto come "il mio primo cavaliere" e gli chiede di prendersi cura di Ginevra per lui, dicendogli che ormai Camelot é casa sua. Infine una zattera funebre trasporta verso il mare aperto il corpo di Artù adagiato su una pira, un soldato lancia una freccia infuocata e accende la legna, mentre i cavalieri presentano le loro spade.

## Incassi
Film dal buon successo commerciale, ha incassato 128 milioni di dollari, di cui 37 negli USA e circa 90 nel resto del mondo. Le riprese si sono svolte in Galles e Inghilterra tra il 25 luglio e il 23 ottobre 1994. Uscì negli USA il 7 luglio 1995. In Italia uscì il 22 settembre 1995.